# TRAPPIST-1
Трапист-1 (или още 2MASS J23062928-0502285, на английски: TRAPPIST-1) е ултрастудена звезда, тип червено джудже, която се намира на около 40 светлинни години от Слънцето в съзвездието Водолей. Звездата е известна с това, че притежава система от седем скалисти планети с размерите на Земята. Планетарната система е открита между 2016 и 2017, като планетите в нея най-вероятно са скалисти, а някои може би притежават и течна вода. Четири от тези планети (d, e, f и g) са в обитаемата зона и са с най-голям шанс да имат вода на повърхността. Останалите три планети (b, c и h) не са в обитаемата зона и има малък шанс да са подходящи за живот.
През август 2017 г. телескопа „Хъбъл“ открива потенциални следи от вода в атмосферите на някои от планетите от системата TRAPPIST-1.

## Планетарна система

### Планети
Планетарната система на звездата се състои от следните седем планети:
- TRAPPIST-1b
- TRAPPIST-1c
- TRAPPIST-1d
- TRAPPIST-1e
- TRAPPIST-1f
- TRAPPIST-1g
- TRAPPIST-1h

#### Данни
| Планета | Маса           | Голяма полуос (АЕ) | Орбитален период (дни) | Ексцентрицитет  | Инклинация           | Радиус                |
| ------- | -------------- | ------------------ | ---------------------- | --------------- | -------------------- | --------------------- |
| b       | 1,374±0,069 M⊕ | 0,01154±0,0001     | 1,51088432±0,00000015  | 0,00622±0,00304 | 89,56±0,23°          | 1,116+0,014 –0,012 R⊕ |
| c       | 1,308±0,056 M⊕ | 0,01580±0,00013    | 2,42179346±0,00000023  | 0,00654±0,00188 | 89,70±0,18°          | 1,097+0,014 –0,012 R⊕ |
| d       | 0,388±0,012 M⊕ | 0,02227±0,00019    | 4,04978035±0,00000256  | 0,00837±0,00093 | 89,89+0,08 –0,15°    | 0,778+0,011 –0,010 R⊕ |
| e       | 0,692±0,022 M⊕ | 0,02925±0,00025    | 6,09956479±0,00000178  | 0,00510±0,00058 | 89,736+0,053 –0,066° | 0,920+0,013 –0,012 R⊕ |
| f       | 1,039±0,031 M⊕ | 0,03849±0,00033    | 9,20659399±0,00000212  | 0,01007±0,00068 | 89,719+0,026 –0,039° | 1,045+0,013 –0,012 R⊕ |
| g       | 1,321±0,038 M⊕ | 0,04683±0,0004     | 12,3535557±0,00000341  | 0,00208±0,00058 | 89,721+0,019 –0,026° | 1,129+0,015 –0,013 R⊕ |
| h       | 0,326±0,020 M⊕ | 0,06189±0,00053    | 18,7672745±0,00001876  | 0,00567±0,00121 | 89,796±0,023°        | 0,775±0,014 R⊕        |